# Droisy (Eure)
Droisy – miejscowość i gmina we Francji, w regionie Normandia, w departamencie Eure.
Według danych na rok 1990 gminę zamieszkiwało 328 osób, a gęstość zaludnienia wynosiła 19 osób/km² (wśród 1421 gmin Górnej Normandii Droisy plasuje się na 587. miejscu pod względem liczby ludności, natomiast pod względem powierzchni na miejscu 90).